# Lehrte
Lehrte ist eine Stadt und selbständige Gemeinde in der Region Hannover in Niedersachsen und eine typische Eisenbahnerstadt. Die Stadtmitte der Stadt Lehrte ist 16 Kilometer Luftlinie von der Stadtmitte der Landeshauptstadt Hannover entfernt.

## Geografie
Lehrte liegt östlich von Hannover in der Norddeutschen Tiefebene, genauer im Grenzbereich zwischen Braunschweig-Hildesheimer Lößbörde und Burgdorf-Peiner Geest sowie der Hannoverschen Moorgeest.

### Nachbargemeinden
| Isernhagen | Burgdorf                                    | Uetze                                               |
| Hannover   | Kompassrose, die auf Nachbargemeinden zeigt | Edemissen (Landkreis Peine) Peine (Landkreis Peine) |
|            | Sehnde                                      | Hohenhameln (Landkreis Peine)                       |

### Stadtgliederung
| Ortschaften (inkl. Kernstadt u. Altwarmbüchener Moor) | km²   | Einwohner |
| ----------------------------------------------------- | ----- | --------- |
| Ahlten                                                | 19,68 | 5.493     |
| Aligse                                                | 5,75  | 1.696     |
| Arpke                                                 | 10,69 | 2.879     |
| Hämelerwald                                           | 18,45 | 4.622     |
| Immensen                                              | 19,40 | 2.412     |
| Kolshorn                                              | 6,40  | 368       |
| Lehrte (Kernstadt)                                    | 20,46 | 23.493    |
| Röddensen                                             | 4,62  | 238       |
| Sievershausen                                         | 6,54  | 2.375     |
| Steinwedel                                            | 13,24 | 1.799     |
| Altwarmbüchener Moor                                  | 1,83  | −0        |

(Quelle: Fläche [Stand: 31. Dezember 2016] und Einwohner [Stand: 31. Dezember 2015])

## Geschichte

### Erste Siedlung
Die ältesten Bodenfunde in Lehrte stammen aus der Steinzeit (2000 v. Chr.). Am Westhang des Ramsberges (auch Rhamesberg) fand man in Wohngruben Werkzeuge und Geräte aus Stein. Man fand dort 1845 auch ein Gräberfeld im Zuge des Baus der Eisenbahnstrecke Lehrte–Hildesheim. Die Lage der Wohngruben ist nicht zufällig, sondern vom nachliegenden Bach bestimmt, der Wasser lieferte und gleichzeitig Schutz bot.

### Geschichte der Kernstadt
Das Dorf Lehrte wurde erstmals 1147 in einer Urkunde erwähnt. Es entstand, wie viele germanische Dörfer, an einem Hügel und am Wasser. Das Dorf bestand aus drei Wegen, die später zu Straßen ausgebaut wurden: Osterstraße, Mühlenstraße (heute Teil der Marktstraße) und Hagenstraße. Die drei Straßen treffen sich heute noch wie damals am Lindenberg. Lehrte war über Jahrhunderte ein relativ unbedeutendes Bauerndorf. Zwischen 1147 und 1302, das genaue Datum ist nicht bekannt, wurde im Ort eine Kapelle als Untergliederung der Kirche in Steinwedel gegründet, die heutige Nikolauskirche. Bereits zu dieser Zeit liegt Lehrte im historischen Siedlungsraum des Großen Freien.
Mit dem Bau der Bahnstrecke Hannover–Braunschweig ab 1843 erlangte Lehrte erstmals Bedeutung, die in den folgenden Jahren mit der Verlängerung der Bahnstrecken nach Celle, Hildesheim und Berlin (Lehrter Bahn mit Lehrter Bahnhof) noch zunahm. Zu Beginn des Eisenbahnbaus hatte der Ort 755 Einwohner, 60 Jahre später etwa zehnmal so viele. 1898 wurden Lehrte die Stadtrechte verliehen. Mit der Eisenbahn siedelte sich Industrie an, so gab es eine Tonwaren-, Mineraldünger-, Zement-, Konserven- und eine Zuckerfabrik.

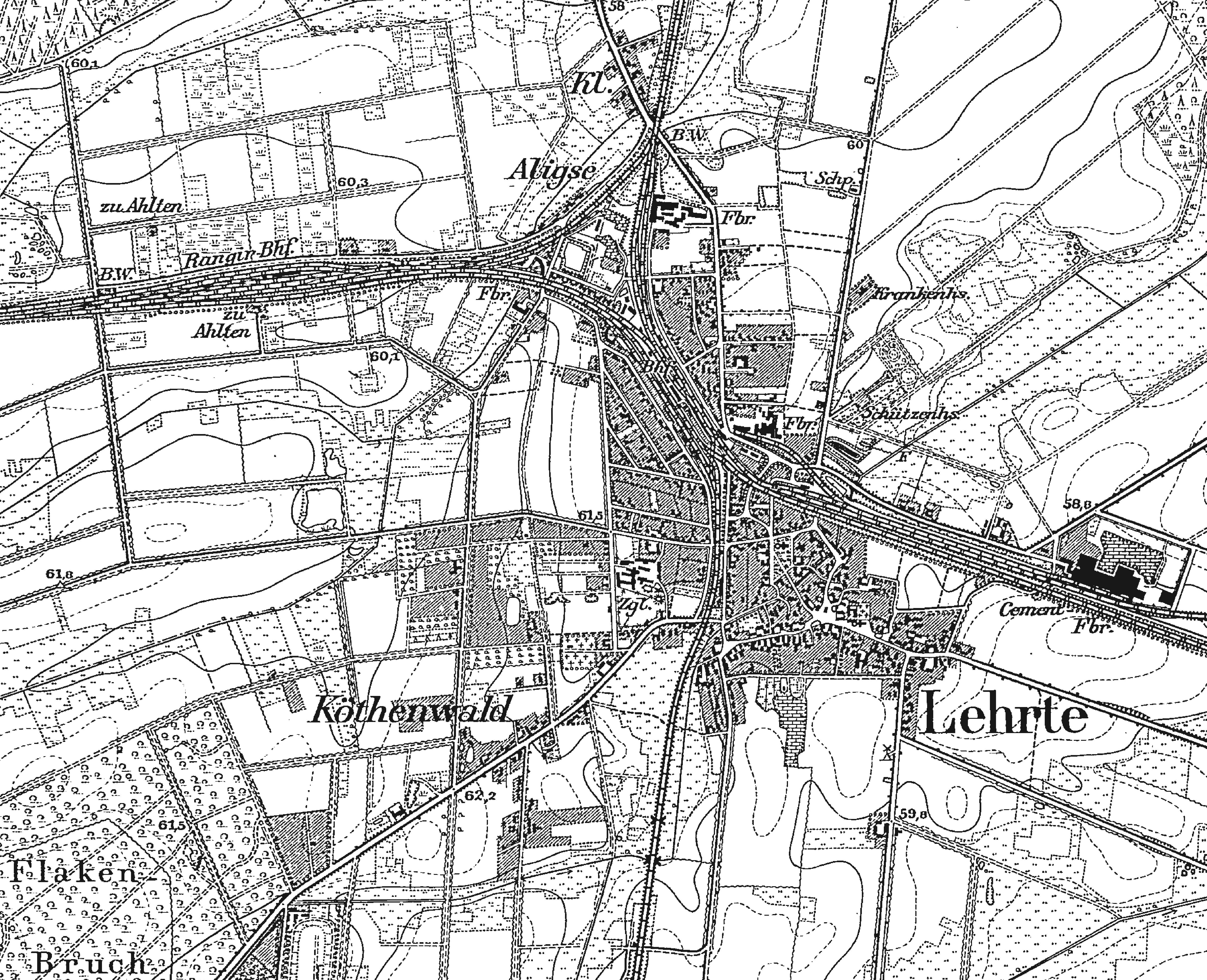
Lehrte 1896

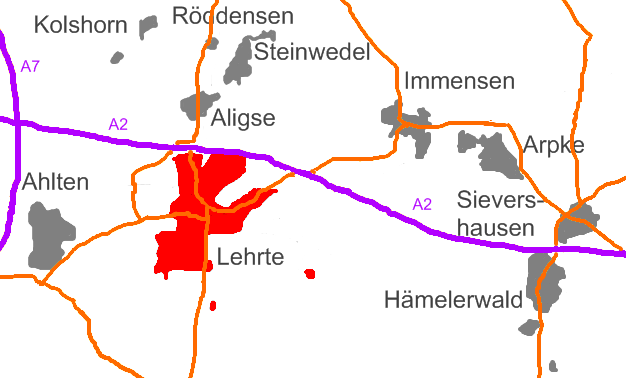
Die Lage der Kernstadt im Stadtgebiet von Lehrte

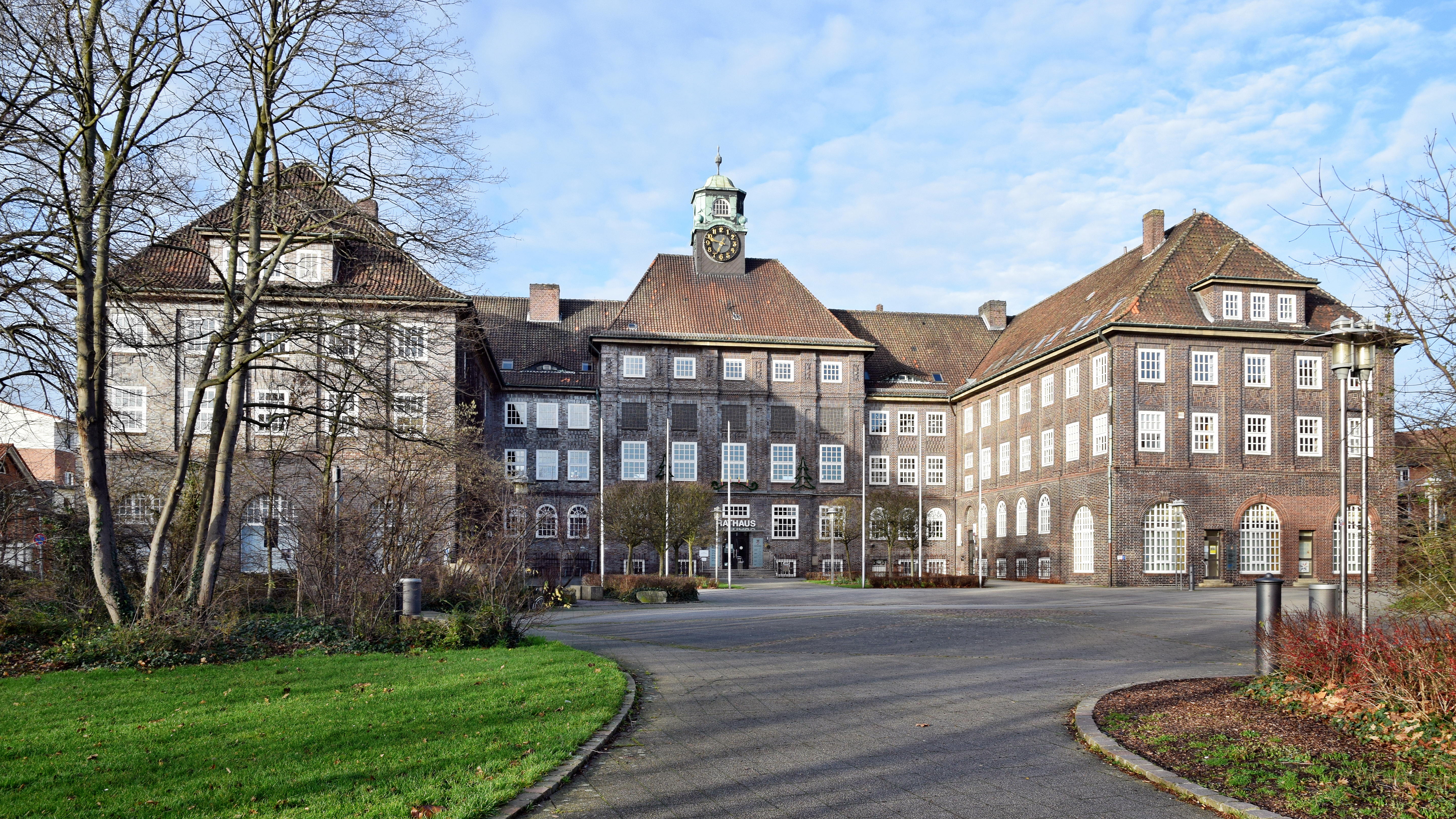
Rathaus

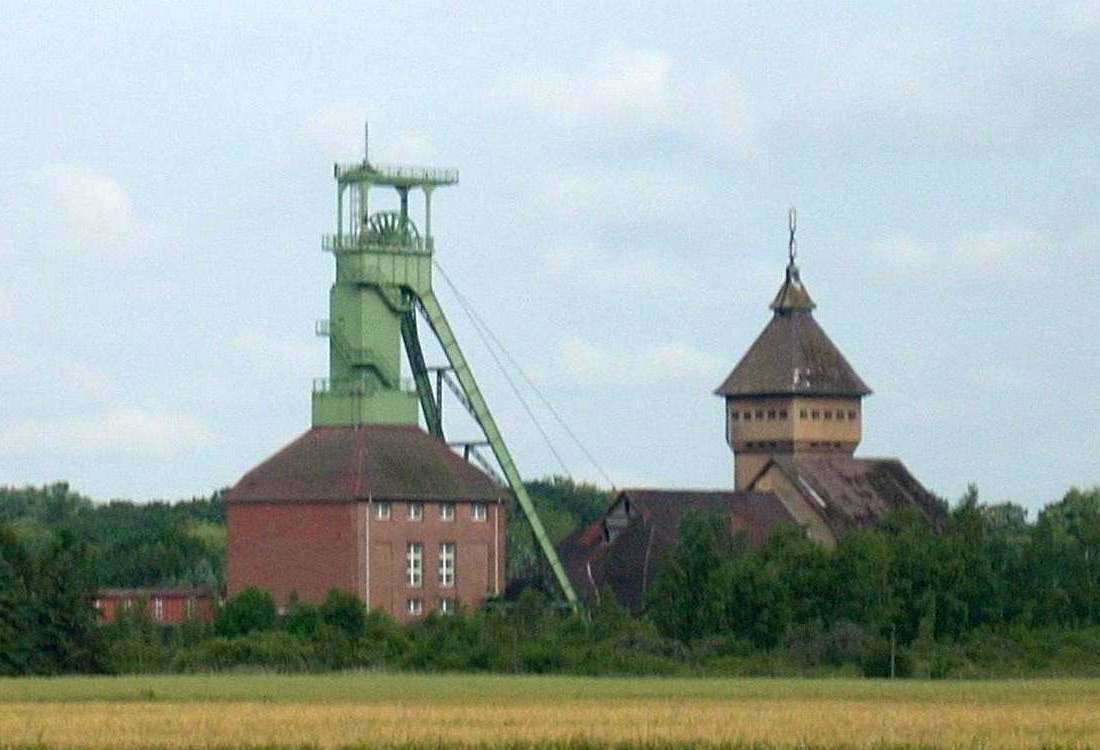
Ehemalige Kali-Förderanlagen

1881 gründete Hermann Manske mit anderen Kommanditisten in der Lehrter Feldmark die Zementfabrik Germania. Sie war die zweite Fabrik der Zementindustrie bei Hannover. Nachdem Manske 1892 der Stadt Lehrte ein Krankenhaus mit Grundstück gestiftet hatte, benannte diese ihm zu Ehren eine Straße als Manskestraße. Im selben Jahr errichtete er die Villa Nordstern. 1910 wurde die Zementfabrik stillgelegt. 1911 entstand eine Viehverkaufshalle, und Lehrte wurde zum bedeutendsten Viehumschlagplatz in Norddeutschland. 1912 wurde der Kalischacht Bergmannssegen abgeteuft. In dieser Zeit wurden Schulen und vor allem das Gymnasium gebaut, das lange Zeit das einzige Gymnasium im Landkreis Burgdorf blieb.
Mitte der 1930er Jahre wurde nördlich von Lehrte eine Autobahn, die heutige Bundesautobahn 2, erbaut. Bei der Gewinnung des dafür nötigen Sandes und Kieses entstand der Hohnhorstsee, der damals noch Autobahnsee genannt wurde und nach dem die Autobahnraststätte bei Lehrte in Lehrter See benannt wurde. Die südlich der Autobahn gelegene Raststätte grenzte ursprünglich an den See, wurde jedoch 1987 abgerissen.

### Geschichte der neuen Stadt Lehrte
Bis zum Jahre 1974 war Lehrte eine Stadt im Landkreis Burgdorf im Regierungsbezirk Lüneburg. Die Gebietsreform in diesem Jahr vereinigte die Landkreise Burgdorf, Neustadt am Rübenberge, Springe am Deister (nur teilweise) und Hannover zu einem neuen Landkreis Hannover, der dem Regierungsbezirk Hannover zugeordnet wurde. Im Rahmen dieser Gemeindegebietsreform schlossen sich mit Wirkung vom 1. März 1974 die damalige Stadt Lehrte sowie die Gemeinden Ahlten, Aligse, Arpke, Hämelerwald (vorher im Landkreis Peine), Immensen, Kolshorn, Röddensen, Sievershausen und Steinwedel mit dem Gebietsänderungsvertrag vom 14. Dezember 1973 zur „neuen“ Stadt Lehrte zusammen. Seit dem 1. November 2001 bilden der ehemalige Landkreis Hannover einschließlich der Stadt Lehrte und die Landeshauptstadt Hannover die Region Hannover. Infolge der Auflösung des Regierungsbezirks Hannover am 31. Dezember 2004 endete die Zugehörigkeit zu diesem.
Seit 1975 hat sich die Stadt städtebaulich gewandelt. Nicht mehr benötigte innerstädtische Gewerbe-Brachflächen wurden neu genutzt (Neues Zentrum). Ehemalige Bahnschrankenübergänge wurden durch kreuzungsfreie Trogbauwerke ersetzt. Industrie- und Gewerbebetriebe wurden schon in den 1970er-Jahren am Stadtrand in neuen Gewerbegebieten angesiedelt. Die städtebauliche Entwicklung wird seit mehr als 30 Jahren von der Deutschen Bahn stark behindert, sehr große Eisenbahn-Brachflächen liegen noch immer im Lehrter Kernstadtgebiet (Richtersdorf, alter Verschiebebahnhof). Die 2002 mit dem Abriss der ehemaligen Zuckerfabrik freigewordenen circa 115 Hektar umfassenden innerstädtischen Flächen wurden für die Erweiterung des Stadtparks um 28 Hektar sowie für zusätzliche innerörtliche Verkaufsflächen verwendet, was aber gleichzeitig zu einer Zersiedelung des Zentrums führte. Nach heftigen politischen Auseinandersetzungen wurde auf einer weiteren Teilfläche des Zuckerfabriksgeländes 2012 ein Baumarkt errichtet. Die verbliebene Restfläche (C-Fläche) soll mit Firmen aus dem Dienstleistungssektor besiedelt werden, allerdings hat sich bisher (Stand Herbst 2017) kein geeigneter Bewerber gefunden.
Am 25. Mai 2009 erhielt die Stadt den von der Bundesregierung verliehenen Titel „Ort der Vielfalt“.

### Einwohnerentwicklung
- 1000:     64
- 1350:    200
- 1638:    350
- 1800:    565
- 1850:    800
- 1900:  6.554
- 1905:  7.875 (Volkszählung am 1. Dezember)
- 1914:  9.843
- 1925: 10.714
- 1939: 11.729 (Volkszählung am 17. Mai)
- 1950: 19.172 (30. Juni)
- 1961: 21.257 (Volkszählung am 6. Juni)
- 1970: 21.974 (Volkszählung am 27. Mai)
- 1974: 37.861 (Gebietsreform)
- 1981: 38.371 (30. Juni)
- 1987: 39.577 (Volkszählung am 25. Mai)
- 1990: 40.086 (30. Juni)
- 1995: 41.728 (30. Juni)
- 2000: 43.683 (30. Juni)
- 2005: 44.149 (31. Dezember)
- 2006: 43.925 (31. Dezember)
- 2011: 43.248 (31. Dezember)
- 2015: 44.410 (31. Dezember)
- 2016: 43.720 (31. Dezember)
- 2017: 43.932 (31. Dezember)
- 2018: 43.999 (31. Dezember)

## Politik

### Rat
Der Rat der Stadt Lehrte hat 41 Sitze. Diese verteilen sich auf 40 Ratsmitglieder und den Bürgermeister. Der Rat setzt sich seit der Kommunalwahl am 12. September 2021 folgendermaßen zusammen (mit Vergleich zur Wahl 2016):
| Partei / Liste       | Sitze 2021 | Sitze 2016 |
| SPD                  | 14         | 15         |
| CDU                  | 12         | 14         |
| GRÜNE                | 6          | 4          |
| Die Linke            | 1          | 2          |
| FDP                  | 2          | 2          |
| AFD                  | 2          | 2          |
| PIRATEN              | –          | 1          |
| Die PARTEI           | 1          | –          |
| Wir für Lehrte (WfL) | 2          | –          |
| Bürgermeister        | 1          | 1          |

Von den 40 Mitgliedern des Rates sind 25 Frauen.

### Bürgermeister
Frank Prüße (CDU) wurde bei der Stichwahl um das Bürgermeisteramt am 16. Juni 2019 für sieben Jahre zum Bürgermeister gewählt. Er übt dieses Amt seit dem 1. November 2019 aus. An diesem Tag löste er Klaus Sidortschuk (SPD) ab, der seinerseits am 11. September 2011 zum Bürgermeister gewählt wurde.
Chronik der Bürgermeister
- 1. November 2019–Dato: Frank Prüße (CDU)
- 11. September 2011–31. Oktober 2019: Klaus Sidortschuk (SPD)
- 2001 bis 1. Oktober 2011: Jutta Voß (SPD)[11]
- 1972 bis 1974 und 1976 bis 2001: Helmut Schmezko (SPD)[12]

### Ortsräte
Die Stadtteile der Stadt Lehrte werden insgesamt durch 51 Ratsmitglieder in sieben Ortsräten vertreten. Diese verteilen sich der Kommunalwahl 2021 wie folgt:
| Stadtteile                  | SPD | CDU | Grüne | FDP | Piraten | FW | ∑  |
| --------------------------- | --- | --- | ----- | --- | ------- | -- | -- |
| Ahlten                      | 3   | 5   | 1     | -   | -       | -  | 9  |
| Aligse, Kolshorn, Röddensen | -   | 4   | 2     | 1   | -       | -  | 7  |
| Arpke                       | 3   | 2   | 1     | 1   | -       | -  | 7  |
| Hämelerwald                 | 4   | 2   | 1     | 1   | 1       | -  | 9  |
| Immensen                    | 4   | 2   | -     | -   | -       | 1  | 7  |
| Sievershausen               | 4   | 3   | -     | -   | -       | -  | 7  |
| Steinwedel                  | 3   | 1   | 1     | -   | -       | -  | 5  |
| ∑                           | 21  | 19  | 6     | 3   | 1       | 1  | 51 |

### Wappen
Der Entwurf des Wappens der Stadt Lehrte stammt von dem Heraldiker und Glasmaler Carl Busch.
- Die Genehmigung wurde am 20. Mai 1927 durch das Preußische Staatsministerium erteilt.
- Die am 1. März 1974 durch Gesetz neugebildete Stadt Lehrte hat das Wappen der bisherigen Stadt Lehrte übernommen, das vom Regierungspräsidenten in Hannover am 6. Mai 1974 genehmigt wurde.[14]

| Wappen von Lehrte | Blasonierung: „In Rot ein silbernes Andreaskreuz, überdeckt mit einem goldenen, blaubewehrten, rechtsgerichteten Löwen. Oben ein goldenes Schildhaupt in Form einer gezinnten Mauerkrone mit drei Türmen.“ |
| Wappen von Lehrte | Wappenbegründung: Die Stadt Lehrte gehörte zum „Großen Freien“. Sie führt deshalb, wie die übrigen Gemeinden dieses Gebietes, den goldenen Löwen im roten Feld. Das Andreaskreuz symbolisiert den Eisenbahnknotenpunkt, der hier durch das Zusammentreffen von fünf Bahnlinien gebildet wird. Auf die verliehenen Stadtrechte wird durch die auf dem Wappenschild dargestellte Mauerkrone mit drei Türmen hingewiesen. |

### Partnerstädte
Partnerstädte der Stadt Lehrte sind Staßfurt in Sachsen-Anhalt, Trzcianka (früher Schönlanke) in Polen und Vanves in Frankreich. Mit Mönsterås in Schweden und Ypern in Belgien bestehen Städtefreundschaften.
Außerdem bestehen kirchliche Partnerschaften in die Departamentos Valle und Cauca in Kolumbien sowie zu Borna in Sachsen und Johannesburg in Südafrika.

## Kultur und Sehenswürdigkeiten

### Kultur
Das kulturelle Zentrum der Stadt ist das Kurt-Hirschfeld-Forum, in dem Veranstaltungen des Theaters für Niedersachsen (frühere Landesbühne Hannover) und von Wanderbühnen stattfinden. Dem Forum angeschlossen sind die Stadtbibliothek und das Stadtarchiv.
Im Fachwerkhaus im Stadtpark finden Lesungen, Konzerte, Kabaretts und Ähnliches statt. Seit 1984 findet im Lehrter Stadtpark auch einmal im Jahr das Musikfestival Blues in Lehrte statt, bei dem neben regionalen Bands auch internationale Musiker auftreten. Künstlerische Ausstellungen sind in der Galerie Alte Schlosserei auf dem Gelände der ehemaligen Zuckerfabrik und in der Nikolauskirche zu besichtigen.
Ein Programmkino (Das Andere Kino) bietet Kino im Rahmen einer offenen Jugendarbeit.
Das älteste und größte mechanische Stellwerk Norddeutschlands, das Stellwerk Lpf ist heute ein Museum.

### Baudenkmäler

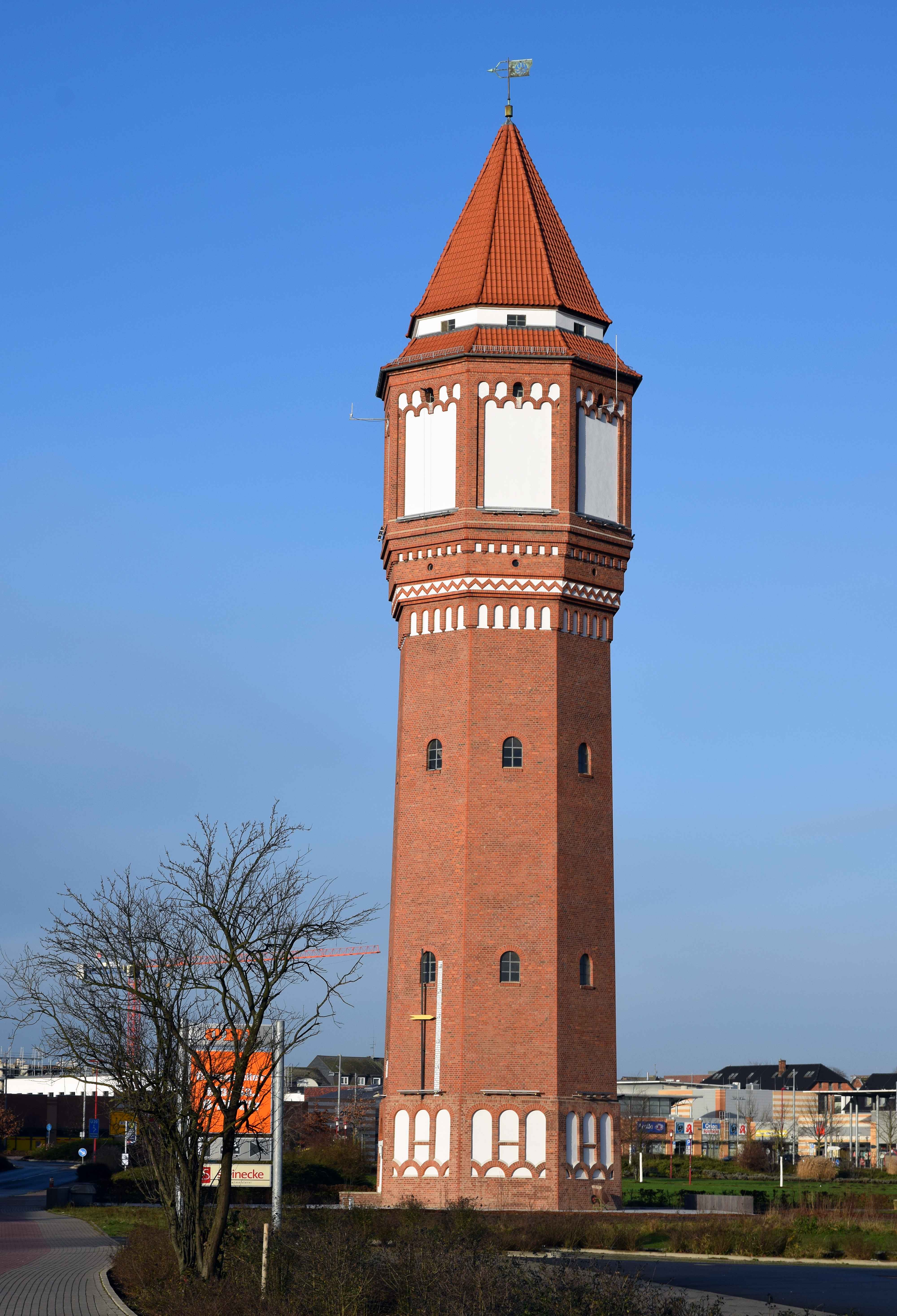
Der alte Wasserturm am neuen Stadtpark

- Lehrter Wasserturm, von den Bürgern gewähltes Wahrzeichen der Stadt. Er wurde 1912 von der Bauunternehmung Robert Grastorf GmbH aus Hannover errichtet, misst vom Boden bis zur Spitze des Dachs (ohne Wetterfahne) 44,57 Meter und fasst 250 Kubikmeter Wasser. Im Frühjahr 2003 ging der Turm außer Betrieb.[18] In einem Gemeinschaftsprojekt der Stadtwerke mit dem Arbeitskreis Stadtgeschichte des Stadtmarketingvereins hat der Lehrter Wasserturm eine Außenbeleuchtung erhalten.
- Kirchen: Siehe unten bei Infrastruktur
- Museumsstellwerk Lpf Lehrte von 1896 (Gebäude) und 1912 (mechanisches Stellwerk)
- Bahnhof Lehrte mit Empfangsgebäude von 1844 und Bahnsteigüberdachungen von um 1895
- Villa Nordstern von 1892, Ortsteil Ilten

### Lehrter Klärteiche
Im Osten der Stadt finden sich im Thönser Bruch die Klärteiche der ehemaligen Zuckerfabrik. Deren Gesamtfläche beträgt 38 Hektar. Die mit Schließung der Zuckerfabrik 1998 überflüssig gewordene biologische Kläranlage hat sich seit ihrer Außerbetriebnahme zu einem Biotop gewandelt. Die der schlechten Erschließung mit Wegen geschuldete Ruhe begünstigt vor allem den Artenreichtum an Vögeln. So wurden hier von Ornithologen bis 2008 mehr als 260 Vogelarten gezählt. Die Klärteiche befinden sich im Besitz der Stiftung Kulturlandpflege. Das durch Verdunstung und Versickerung entweichende Wasser wird durch Tiefgrundwasser und durch vorhandene, neu angeschlossene Vorfluter nachgeführt.

### Freilichtmuseum Eisenzeithaus
Neben dem Naturfreundehaus Grafhorn bei Arpke befindet sich ein Wohnstallhaus aus der Eisenzeit. Die im August 2016 eingeweihte Gebäuderekonstruktion wird als Freilichtmuseum genutzt.

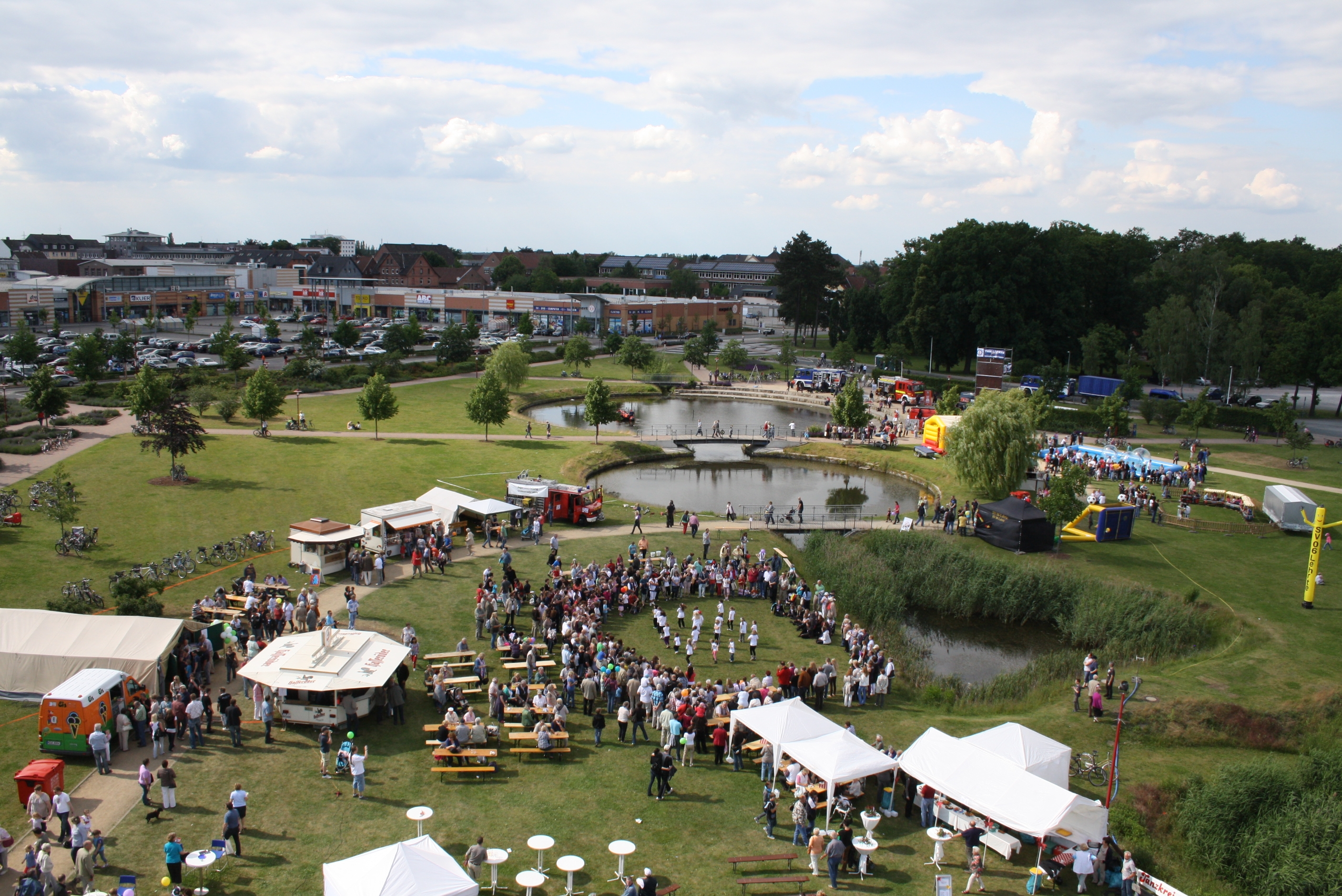
Fest im neuen Stadtpark
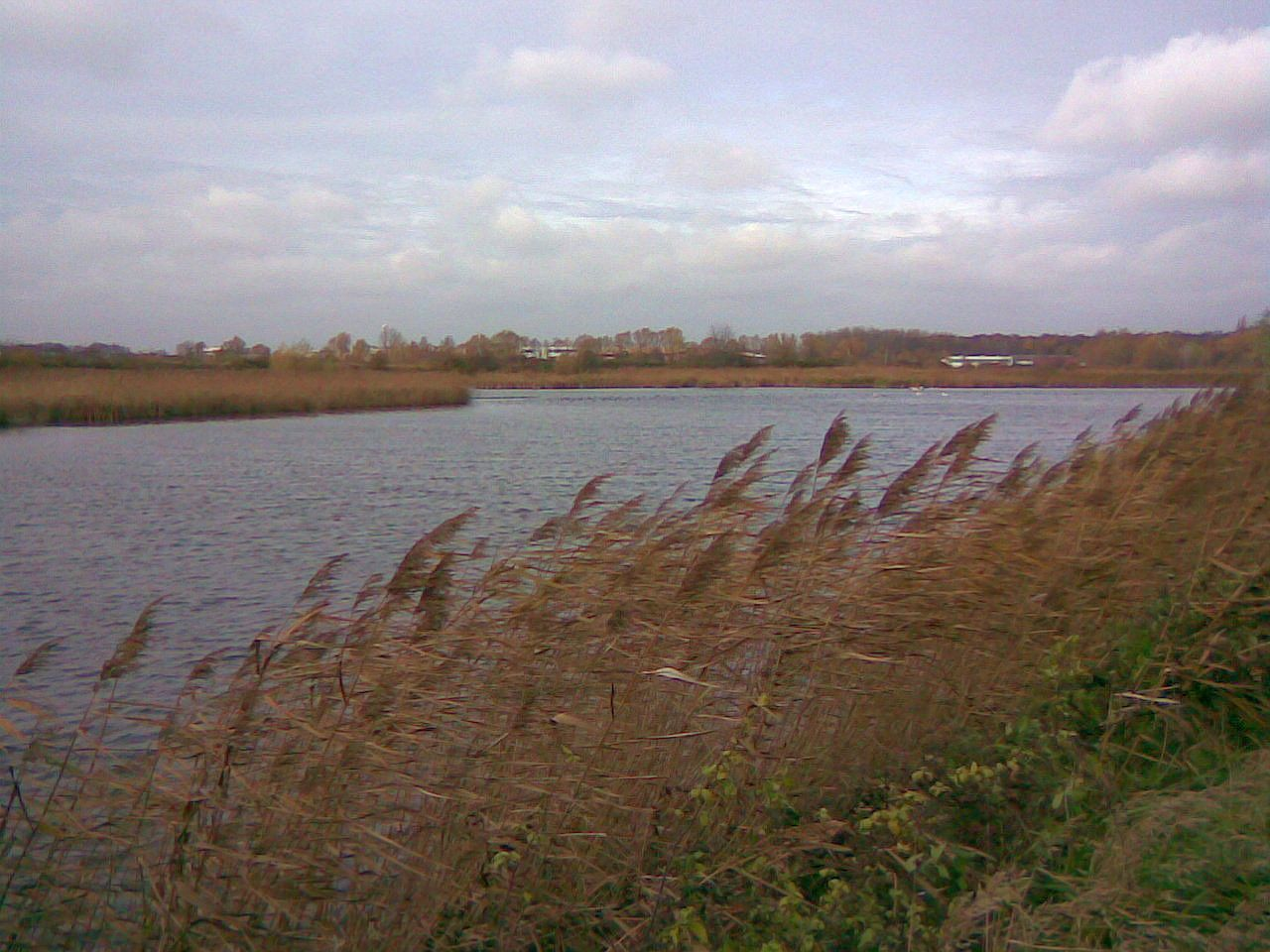
Klärteiche der ehemaligen Zuckerfabrik
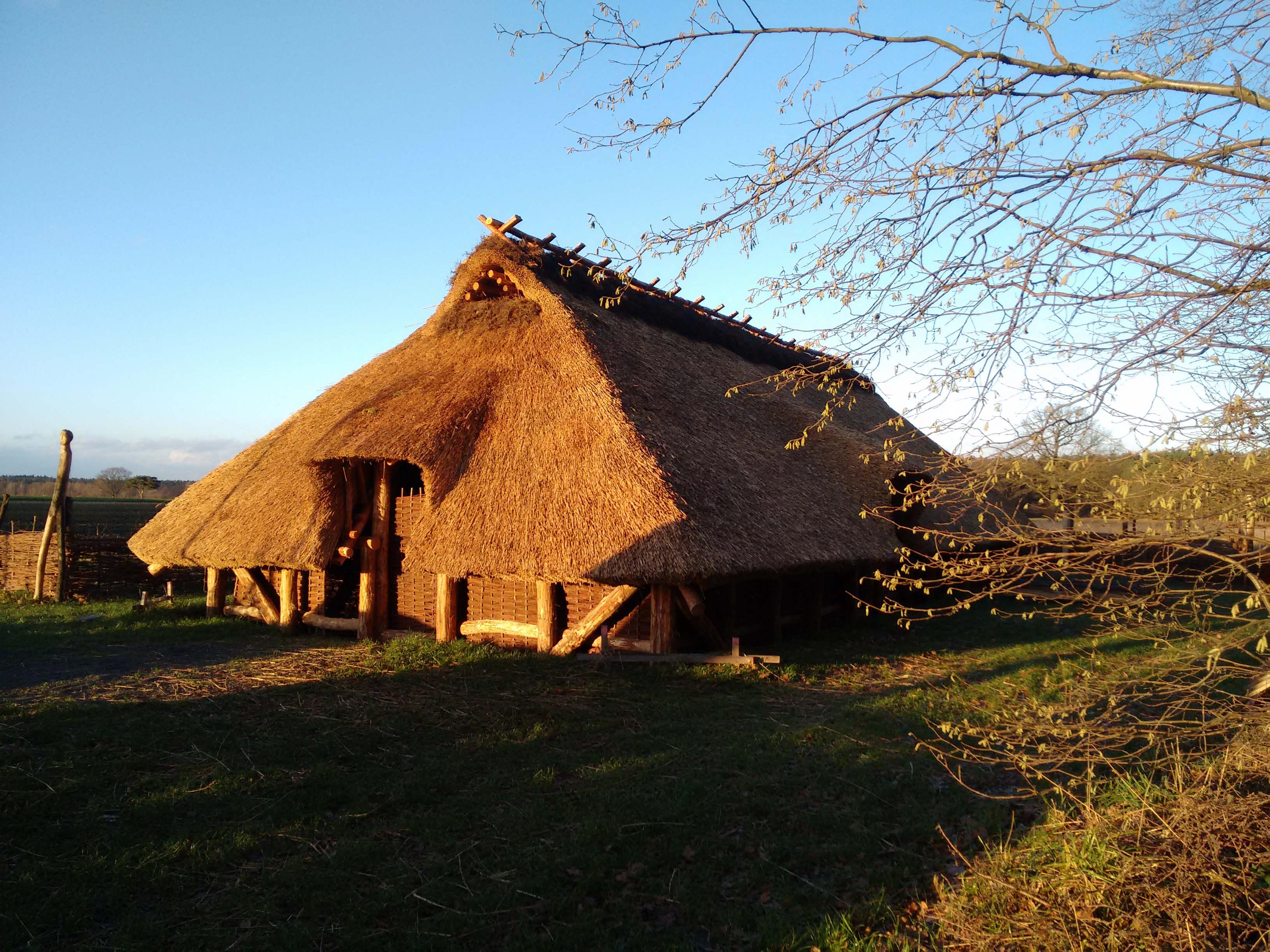
Freilichtmuseum mit Wohnstallhaus aus der Eisenzeit

## Infrastruktur

### Bildung

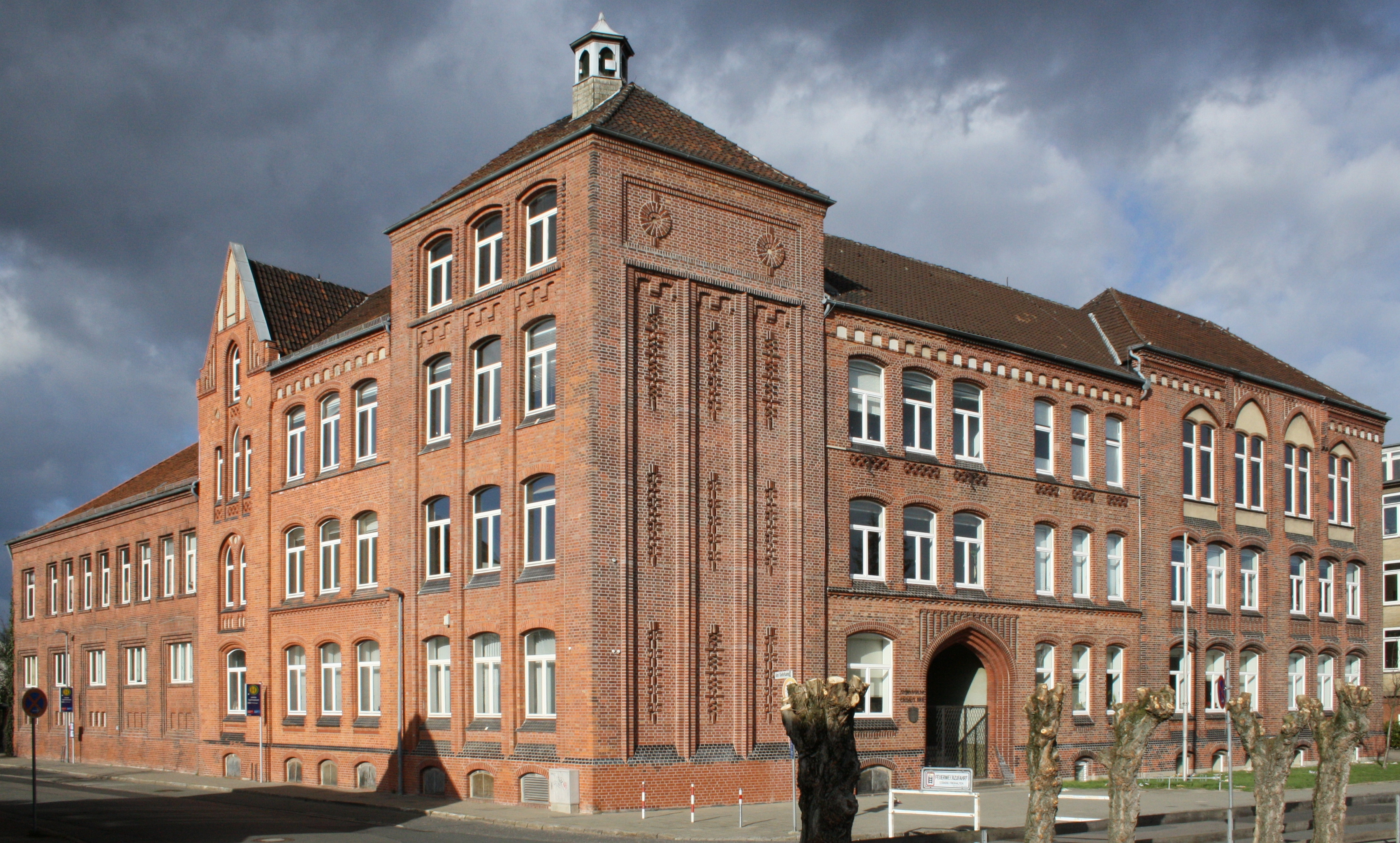
Gebäude der Mittelstufe des Gymnasiums in der Friedrichstraße

In Lehrte gibt es elf Grundschulen, sieben davon in Ortschaften:
- Grundschule Lehrte I
- Grundschule Lehrte-Süd
- St.-Bernward-Schule (katholisch)
- Albert-Schweitzer-Schule
- Grundschule Ahlten
- Aueschule am Standort Aligse
- Aueschule am Standort Steinwedel
- Grundschule im Hainhoop
- Grundschule Hämelerwald und Sievershausen an den Standorten Hämelerwald und Sievershausen
- Heinrich-Bokemeyer-Grundschule Immensen

Weiterführende Schulen:
- Realschule Lehrte
- IGS Lehrte; Integrierte Gesamtschule mit Oberstufe
- Oberschule Hämelerwald (ab Schuljahr 2018/2019)
- Gymnasium Lehrte von 1913

### Kirchen und Religionen
- Evangelisch-lutherische Kirchen im Kirchenkreis Burgdorf
  - Nikolauskirche an der Osterstraße, 1302  erwähnt
  - Matthäuskirche von 1876 am Marktplatz
  - Markuskirche von 1963, Am Distelborn, benannt nach dem Evangelisten Markus,
- Katholische St.-Bernward-Kirche von 1895,   Feldstraße, 1935/36 erheblich erweitert; im Dekanat Hannover im Bistum Hildesheim; zu ihr gehört auch eine Filialkirche in Ahlten.
- Evangelisch-Freikirchliche Gemeinde (Baptisten)/Johannesgemeinde, Köhlerheide
- Evangelische Freikirche Ecclesia im Bund Freikirchlicher Pfingstgemeinden, Gartenstraße
- Neuapostolische Kirche, Everner Straße
- Landeskirchliche Gemeinschaft Lehrte, 1986 der Gemeinschaft in Burgdorf angeschlossen
- Weitere Kirchengemeinden siehe bei den eingemeindeten Ortschaften
- Muslimische Gemeinde mit Moschee, Zum Alten Dorf

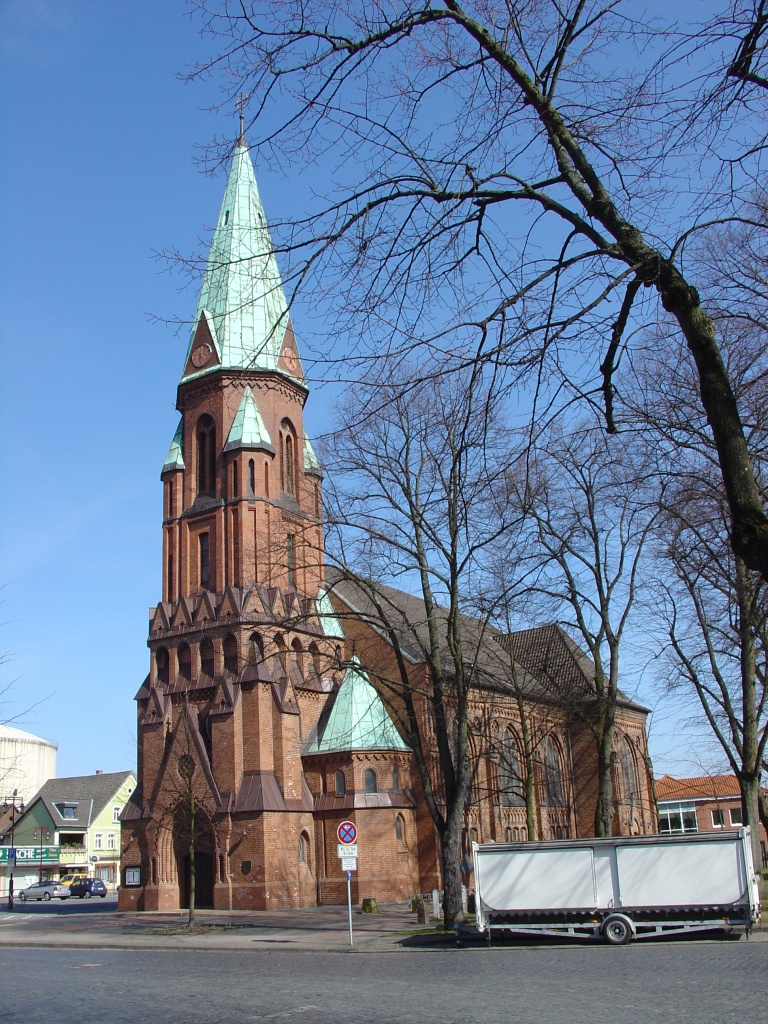
Ev.-luth. Matthäuskirche
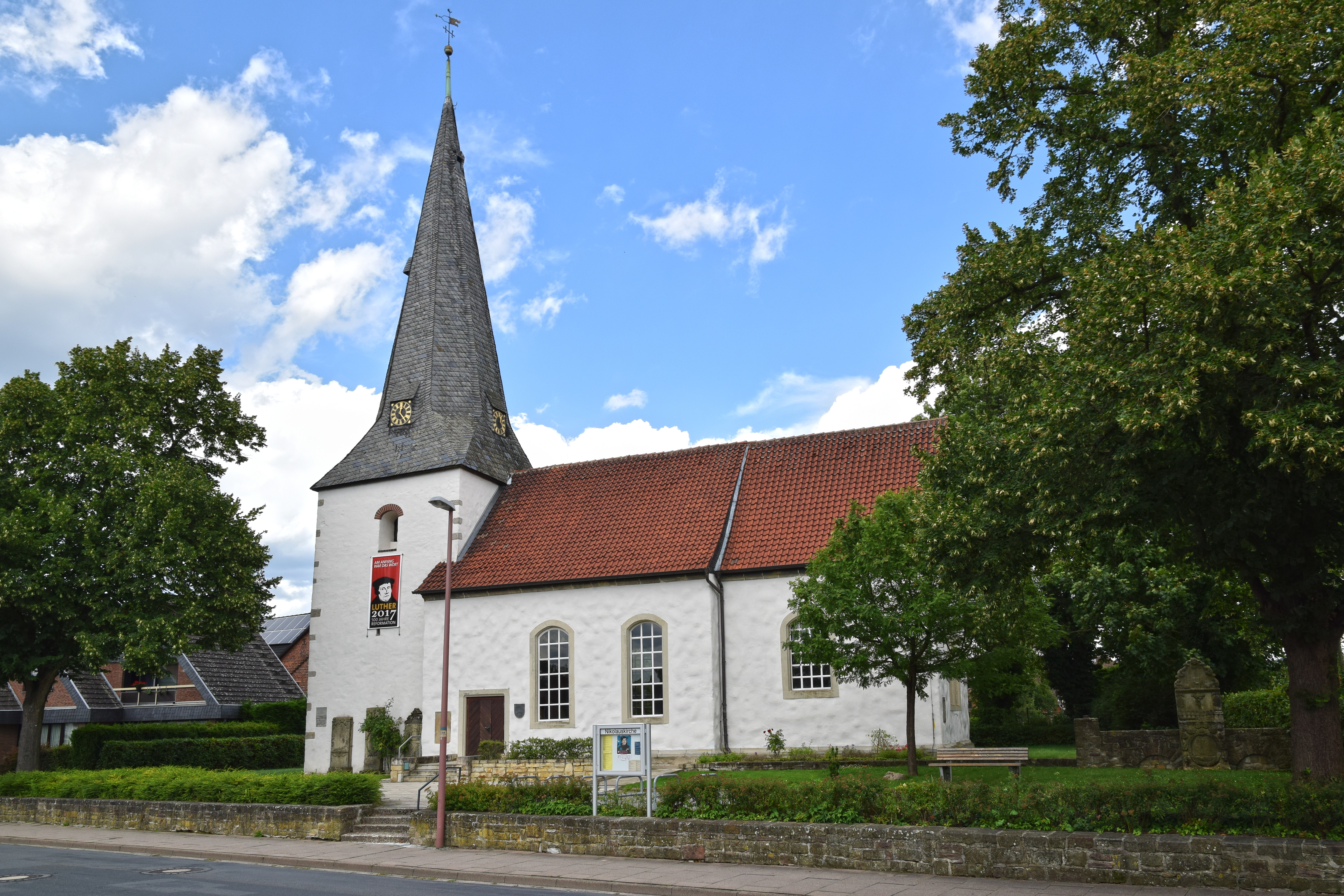
Alte Nikolauskirche im Dorf
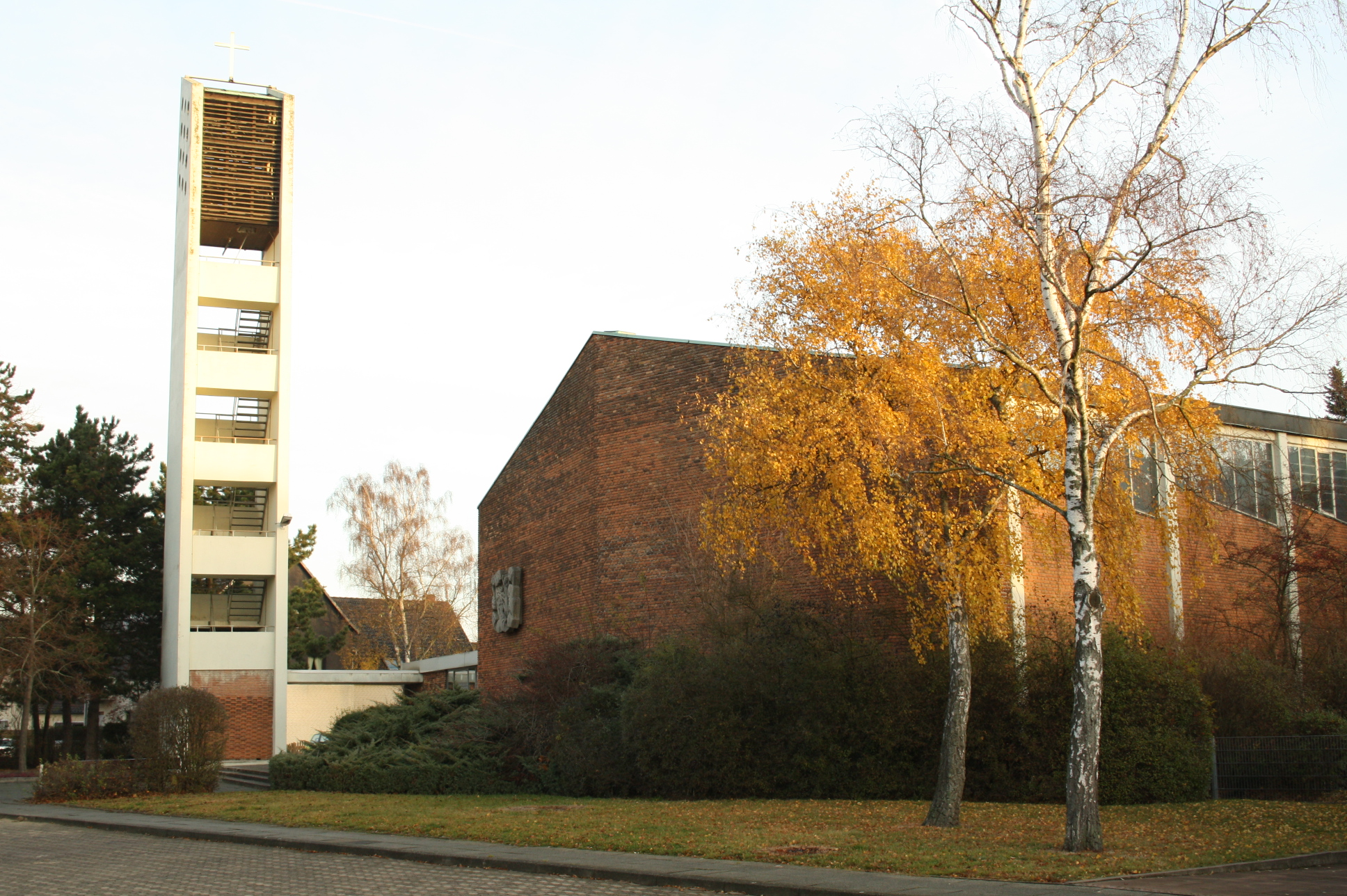
Ev.-luth. Markuskirche
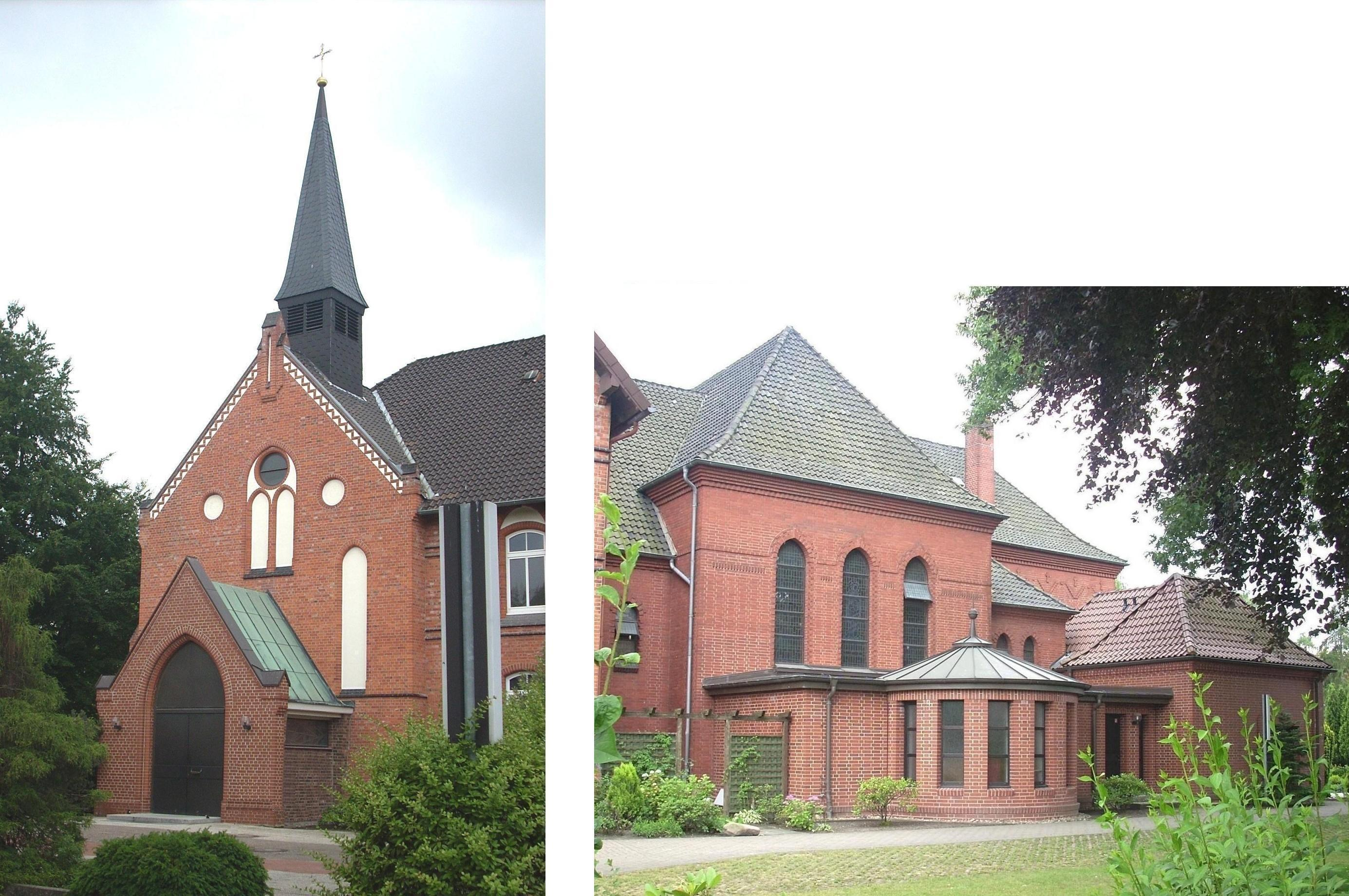
Kath. Kirche St. Bernward
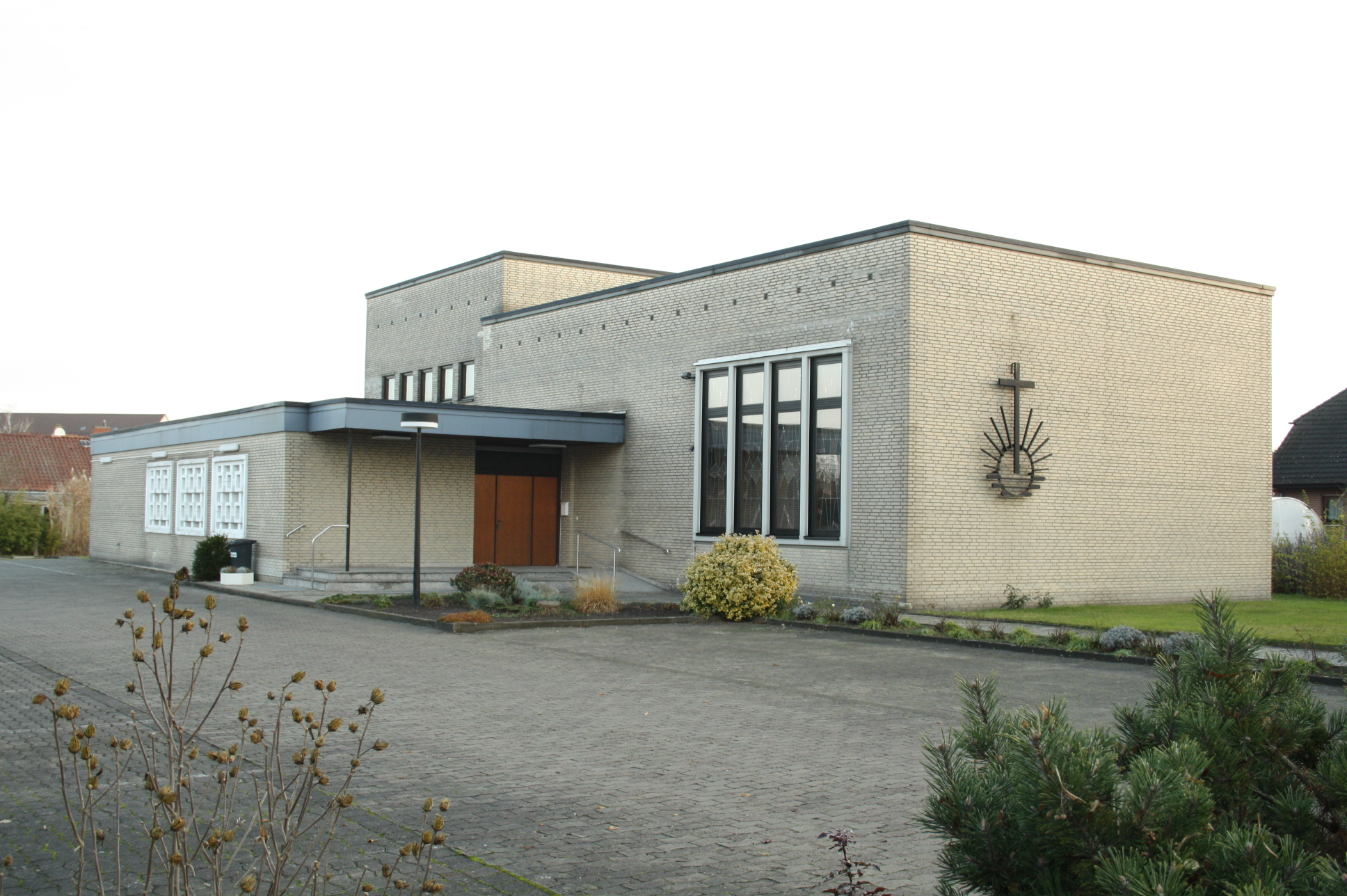
Neuapostolische Kirche
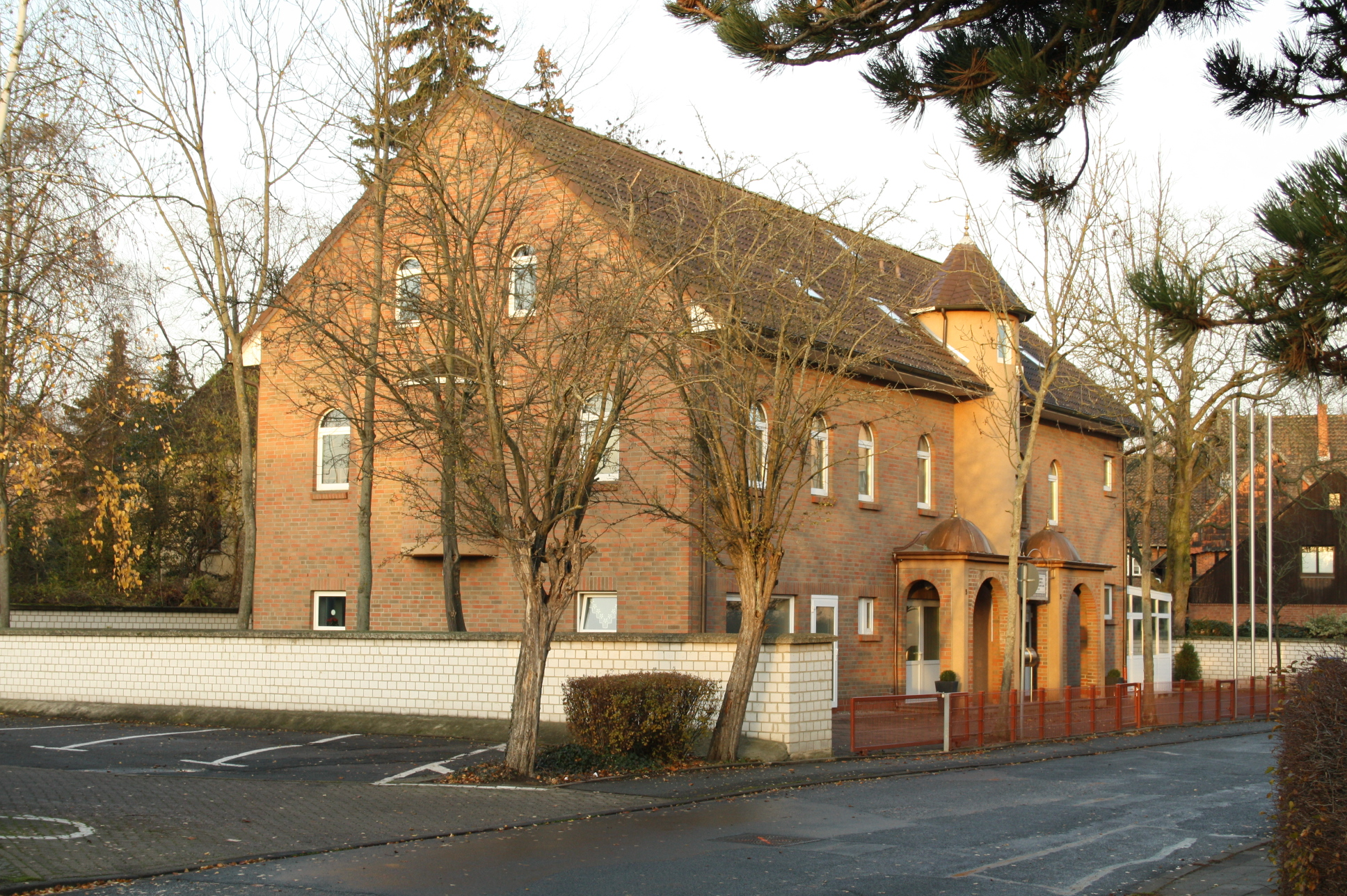
Moschee Selimiye Camii

## Wirtschaft und Verkehr

### Wirtschaft

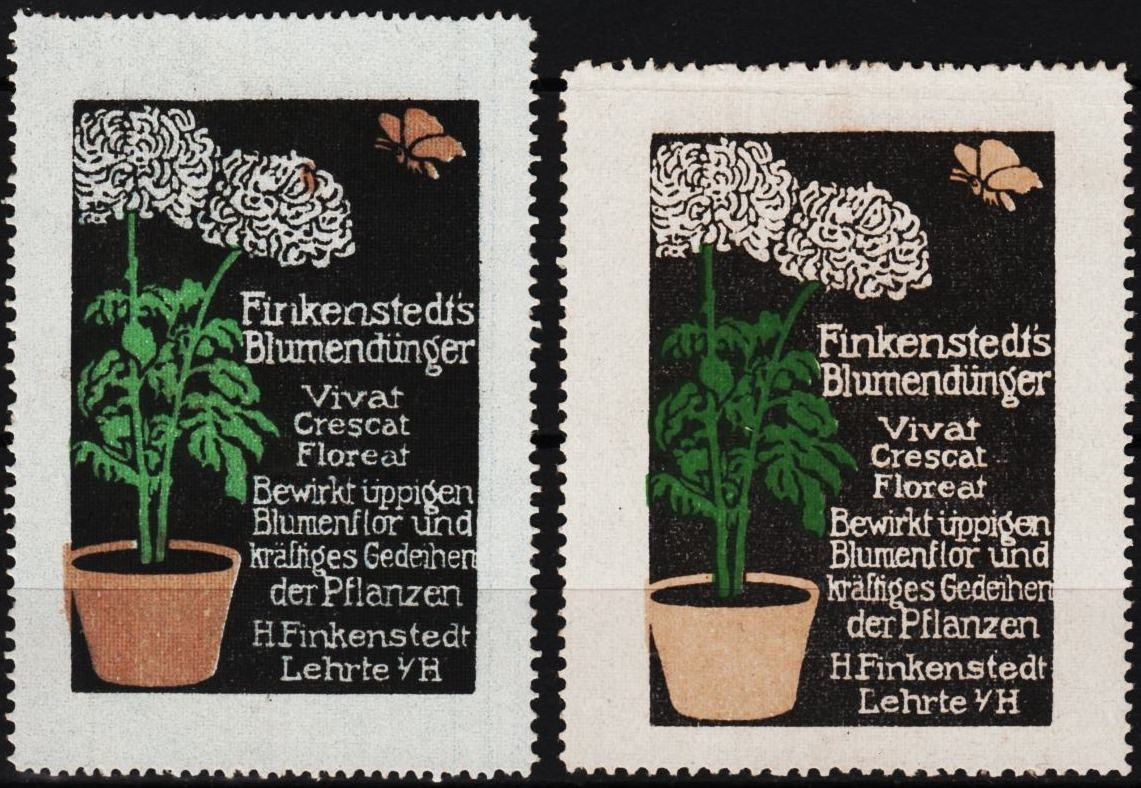
Reklamemarken für H. Finkenstedt’s Blumendünger;
Künstler: Julius Klinger

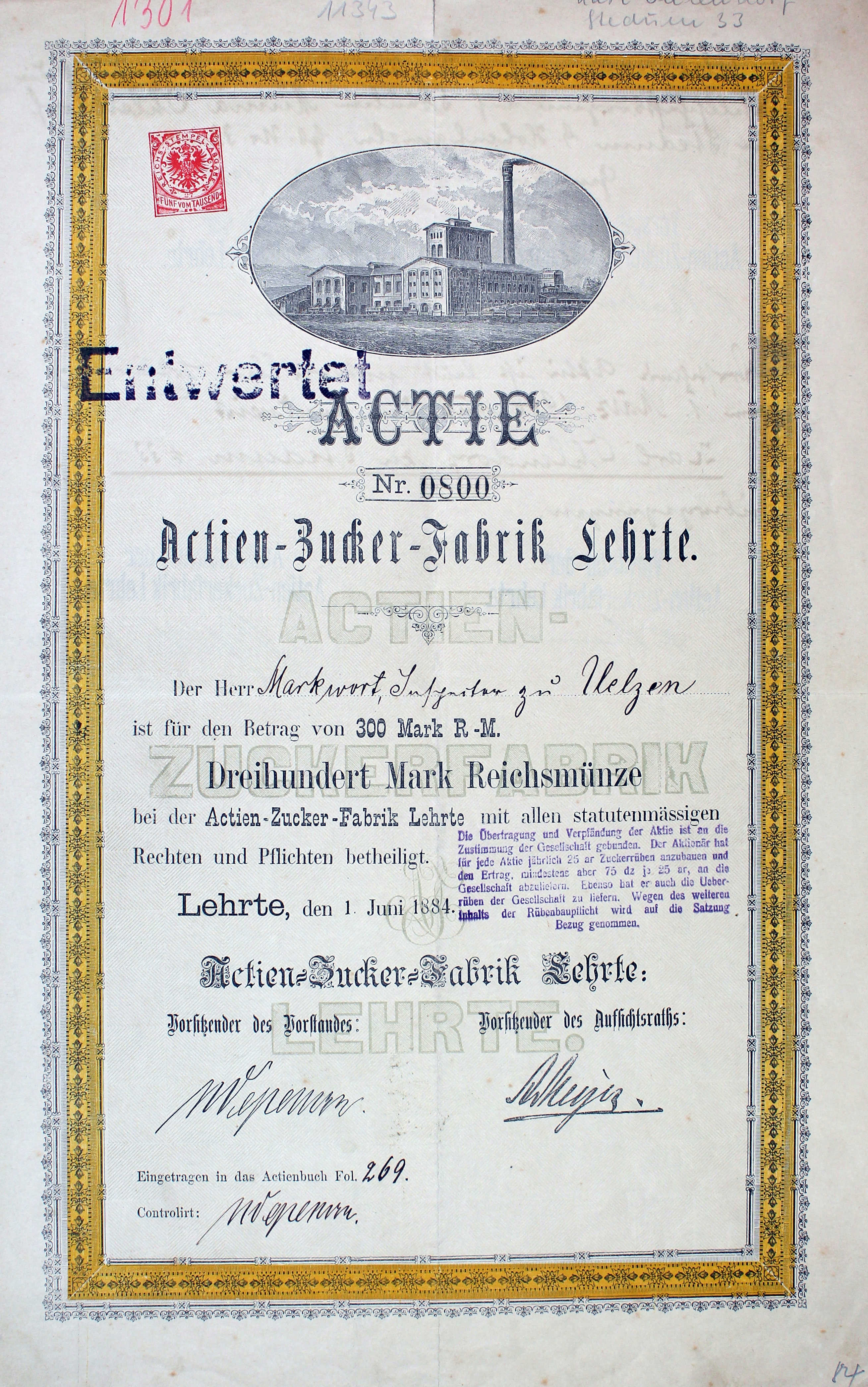
Aktie über 300 Mark der Actien-Zucker-Fabrik Lehrte vom 1. Juni 1884

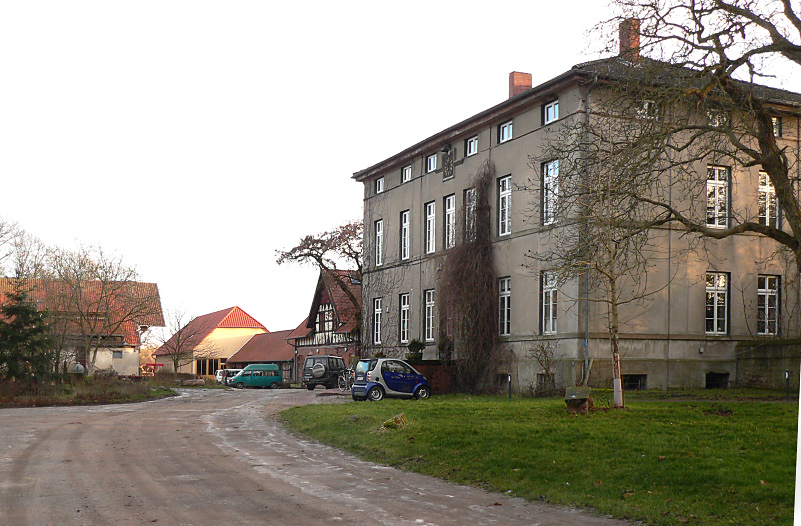
Gut Adolphshof

Traditionell ist die Landwirtschaft ein starker Wirtschaftszweig. Daher war Lehrte seit 1883 Sitz der Actien-Zucker-Fabrik Lehrte (1962 umfirmiert in Lehrter Zucker AG), die 1990 durch Fusion in der „Zuckerverbund Nord Aktiengesellschaft“, einer Vorgängerin der Nordzucker AG, aufgegangen ist. In der Lehrter Innenstadt befand sich eine große Zuckerfabrik, die Ende 1998 im Zuge der Konzentration in der Zuckerindustrie geschlossen wurde. Auf einem Teil des Geländes der ehemaligen Zuckerfabrik wurde am 23. November 2005 das „Einkaufszentrum Zuckerfabrik“ eröffnet, ein anderer Teil diente der Erweiterung des Stadtparks.
Seit 1965 betreibt der Haushaltsgeräte-Hersteller Miele aus Gütersloh in Lehrte ein Werk, das u. a. gewerbliche Wasch- und Bügelmaschinen herstellt.
Auch in Lehrte gibt es in der Landwirtschaft eine Diversifikation. Neben konventionellem Anbau sind alternative Wirtschaftsweisen immer stärker vertreten, ein Beispiel hierfür ist das Gut Adolphshof. Neue Erwerbsquellen für Landwirte liegen in Anlagen für erneuerbare Energien wie Biogas und Photovoltaik.
Von 1910 bis 1994 bestand das Kaliwerk Bergmannssegen-Hugo, mit dessen Flutung 1998 begonnen wurde. Erhalten geblieben ist das Fördergerüst des Schachtes Bergmannssegen.
Aufgrund der zentralen Lage im Schnittpunkt der Bundesautobahnen 2 und 7 hat Lehrte zunehmende Bedeutung als Verkehrsknotenpunkt und Logistikzentrum. So finden sich in Lehrte unter anderem Umschlaglager des Discounters Aldi-Nord, des Lebensmittelkonzerns Rewe Group, des Reifenhändlers Delticom, des Baumarkts Hornbach, der Spedition Hellmann sowie des Paketdienstes DPD. Die Produktion der Großbäckerei Schäfers Brot erfolgt vor allem in einer Brotfabrik in Lehrte. Die Fabrik wurde im Oktober 1999 fertiggestellt und beliefert etwa 250 Filialen.
Die chemische Industrie ist mit einem Werk der Actega (Lacke), der Friedrich Branding GmbH & Co. Efbecol-Klebstoff-Fabrik sowie mit der Chemischen Fabrik Lehrte (Salze) vertreten.
Lehrte ist Standort eines THW-Ortsverbandes. Hier sind ein Technischer Zug sowie die Fachgruppen Infrastruktur und Führung und Kommunikation beheimatet.

### Energie
Im Ortsteil Ahlten befindet sich seit den 1920er Jahren das Umspannwerk Lehrte-Ahlten. Von diesem Umspannwerk erfolgte 1944 der Aufbau einer Versuchsanlage zur Hochspannungs-Gleichstrom-Übertragung nach Misburg.

### Verkehr

#### Schienenverkehr

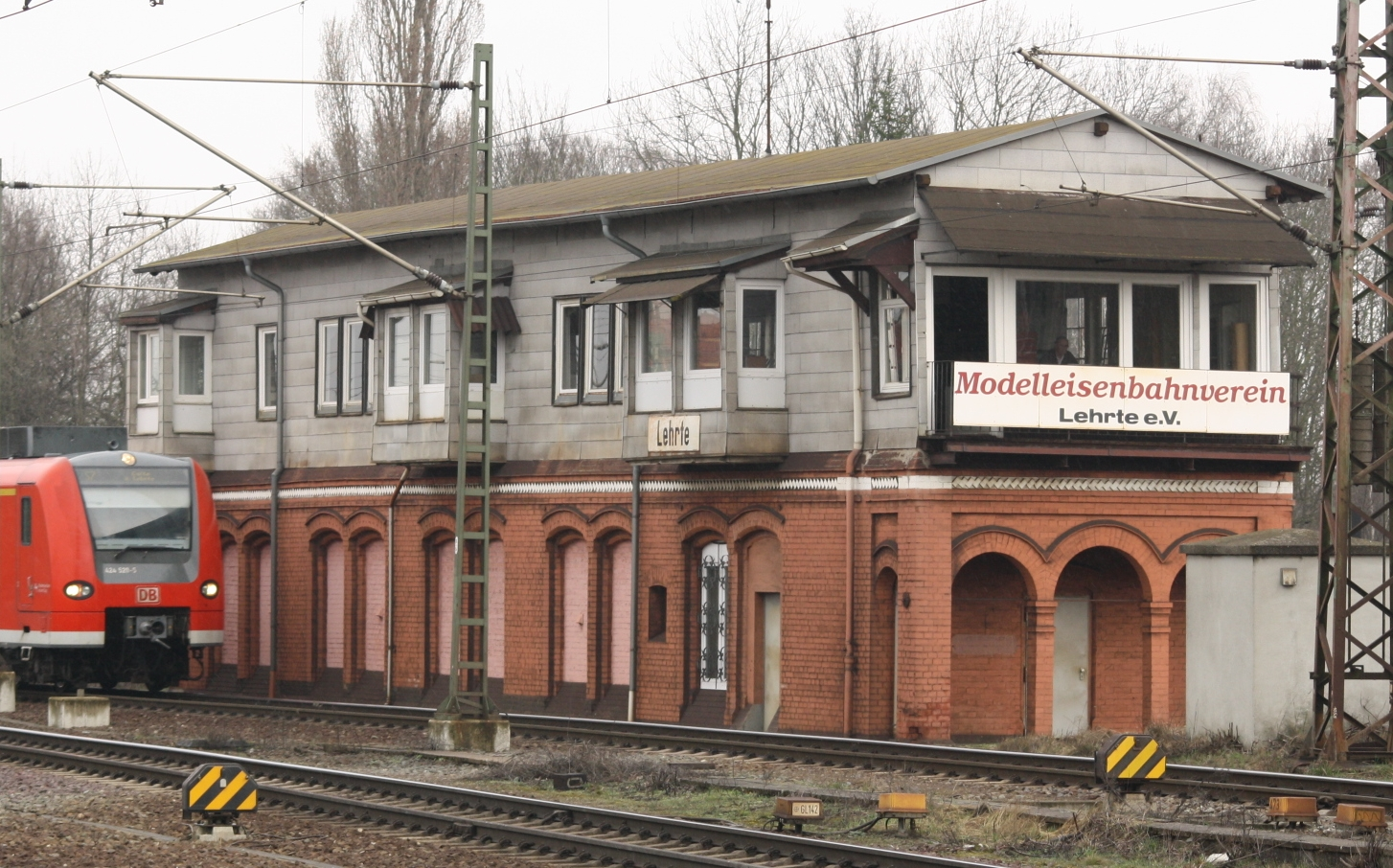
Ehemaliges Stellwerk, an dem sich die Strecken nach Hannover (links) und Celle (rechts) trennen

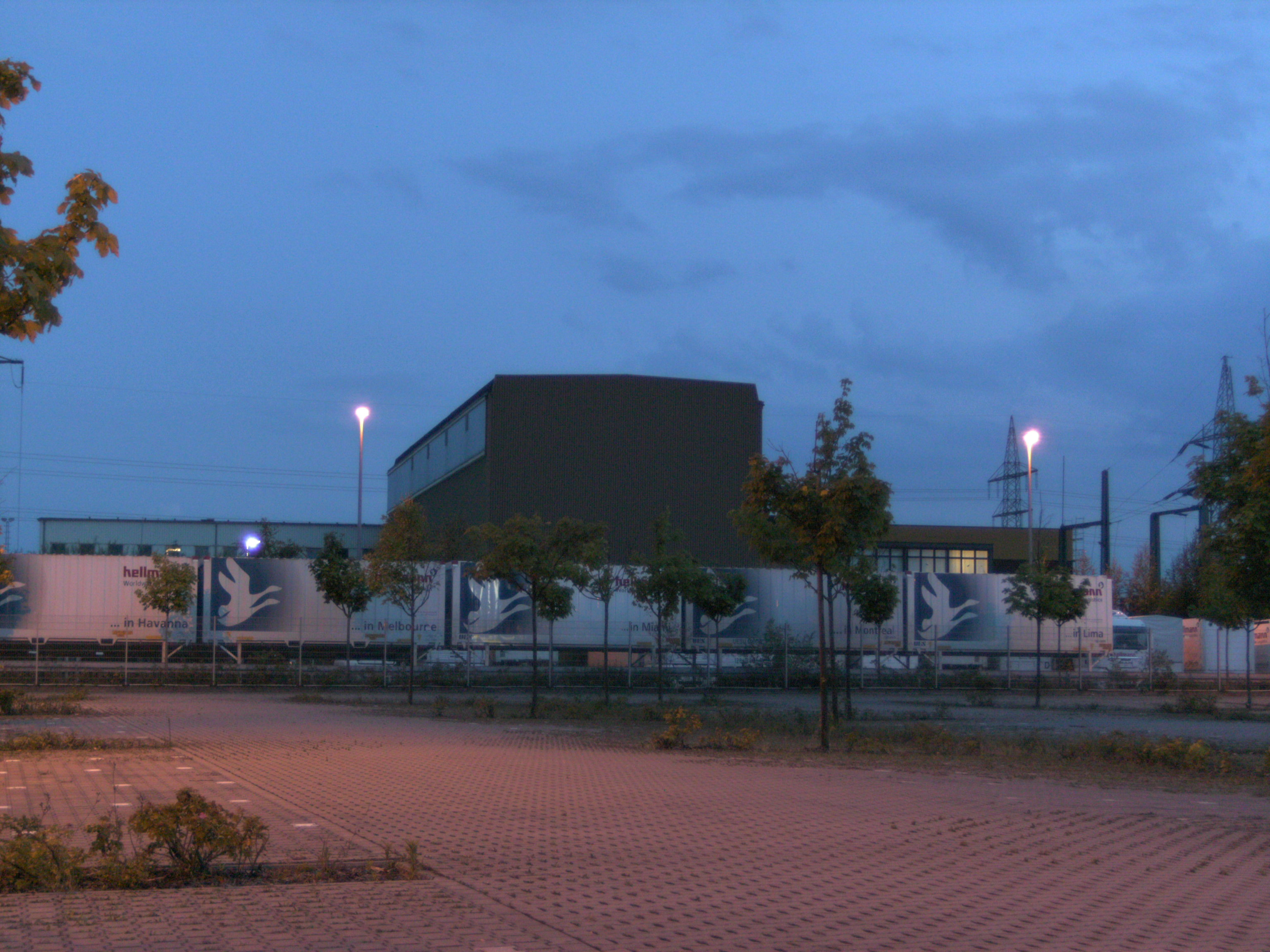
Bahnstromumformerwerk Lehrte

Lehrte entwickelte sich bereits Mitte des 19. Jahrhunderts zu einem bedeutenden Eisenbahnknotenpunkt der Königlich Hannöverschen Staatseisenbahnen und wurde zu einer typischen sogenannten Eisenbahnerstadt. 1843 wurde die Eisenbahnstrecke Hannover–Peine über Lehrte gebaut, die in den folgenden Jahren nach Braunschweig verlängert und mit Seitenlinien von Lehrte nach Celle (1845) und nach Hildesheim (1846) verlängert wurde. 1844 entstand auch das Empfangsgebäude des Bahnhofes im klassizistischen Stil nach Plänen von Eduard Ferdinand Schwarz.
Die Berlin-Lehrter Eisenbahn wurde von der Magdeburg-Halberstädter Eisenbahngesellschaft (MHE) gebaut und 1871 durchgängig eröffnet. Sie stand in Konkurrenz zu der bereits bestehenden Bahnlinie über Magdeburg und Braunschweig. Endpunkt der Bahn war in Berlin der Lehrter Bahnhof, der 1958 abgerissen wurde. Der heute an dieser Stelle befindliche neue Berliner Hauptbahnhof erinnert mit dem Namenszusatz „Lehrter Bahnhof“ noch daran. Von Lehrte führten weitere Strecken über Celle nach Hamburg, nach Hildesheim und nach Hannover.
Die Bahnstrecke nach Hildesheim, die die südliche Kernstadt in eine westliche und östliche Hälfte teilte, wurde 1990 umgelegt und östlich von Lehrte an das Streckennetz wieder angeschlossen. Hierdurch ergab sie eine lang erwünschte Verkehrsentlastung im Bereich des Stadtkerns. Der alte Bahndamm wurde als innerstädtischer Grünzug neu gestaltet. Die für Lehrte typischen Bahnschranken waren damit in der Kernstadt verschwunden.
1998 wurde die Schnellfahrstrecke von Hannover über Lehrte an der alten Berlin-Lehrter Eisenbahn entlang über Meinersen, Gifhorn, Wolfsburg, Oebisfelde, Stendal und Spandau nach Berlin eröffnet. Lehrte ist heute reine Nahverkehrsstation, da die ICE und IC in Richtung Berlin und die IC in Richtung Leipzig durchfahren.
Für den Personennahverkehr ist Lehrte ein wichtiger Knotenpunkt im Großraum-Verkehr Hannover (GVH) mit Anschluss an die S-Bahn Hannover. Unter anderem halten oder enden Zugverbindungen verschiedener Kategorien von/nach Bielefeld, Braunschweig, Celle, Hannover, Hildesheim, Rheine und Wolfsburg in Lehrte.
Der ehemalige Rangierbahnhof am Schnittpunkt der Nord-Süd- und Ost-West-Güterstrecken wurde nach seiner Stilllegung 1960 bis 1964 um die Hälfte seiner bisherigen Anlagen verkleinert. Seine Reste wurden in einen Containerbahnhof umgebaut, in dem Güterwaggons nicht mehr rangiert werden müssen. Die Einrichtung trägt die Bezeichnung „Megahub Lehrte“.
In der Ortschaft Ahlten befindet sich ein Bahnstromumformerwerk mit Unterwerk.

#### Straßenverkehr

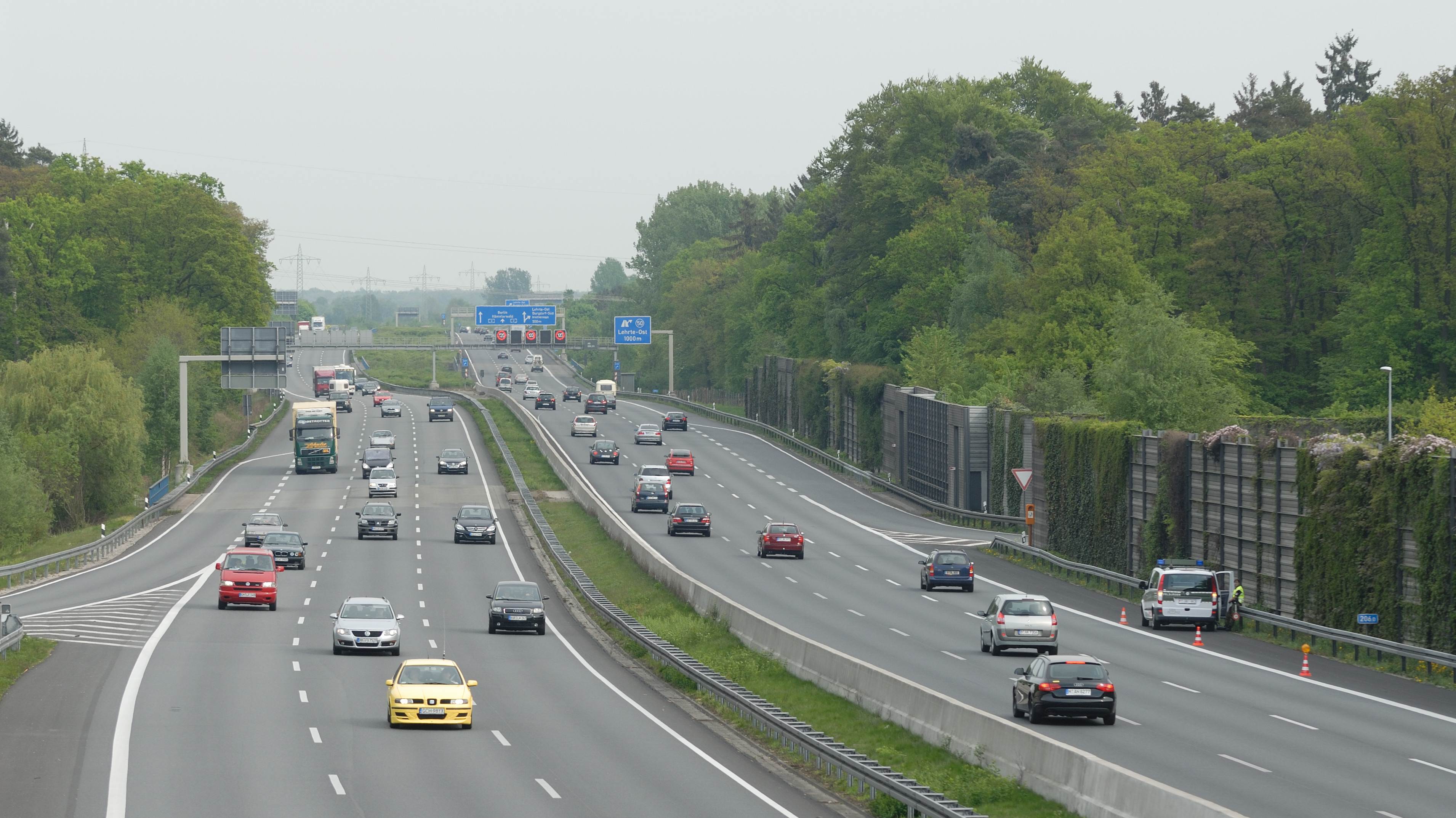
Bundesautobahn 2 in Höhe der Raststätte Lehrter See

Lehrte liegt an der von Dortmund über Hannover, Braunschweig und Magdeburg bis nach Berlin führenden Bundesautobahn 2 und ist durch drei Anschlussstellen (Lehrte, Lehrte-Ost, Lehrte-Hämelerwald) angebunden.
Etwa sieben Kilometer westlich von Lehrte verläuft die von Norden nach Süden führende Bundesautobahn 7 von Hamburg über Hannover weiter nach Hildesheim, Göttingen, Kassel und Ulm und kreuzt die A 2 im Autobahnkreuz Hannover-Ost, das in der Gemarkung Ahlten auf Lehrter Stadtgebiet liegt. Lehrte ist an die A 7 über eine weitere Anschlussstelle (Hannover-Anderten) angebunden.
Durch Lehrte verläuft in Nord-Süd-Richtung die Bundesstraße 443. Diese führt nach Norden über Burgdorf zur Bundesautobahn 37 beziehungsweise Bundesstraße 3 nach Celle und nach Süden über Sehnde in Pattensen zur Bundesstraße 6. Die B 443 kreuzt südlich von Lehrte die Bundesstraße 65 von Hannover nach Peine.
Für die Bemühungen um eine Verbesserung der Fahrradweg-Infrastruktur, zum Beispiel durch die Umgestaltung einer ehemaligen Bahntrasse zu einem Radweg, wurde die Kommune 2009 mit dem Titel „Niedersachsens fahrradfreundlichste Kommune“ geehrt.
2016 wurde das alte und baufällige Parkhaus am Bahnhof durch ein neues ersetzt.

#### Busverkehr
In Lehrte gibt es acht Buslinien, vier davon verkehren ausschließlich in der Kernstadt. Eine Nachtbuslinie fährt am Freitag und Samstag. Mit dem Bus sind von der Kernstadt aus alle Ortschaften von Lehrte zu erreichen, sowie die weiter entlegene Stadt Burgdorf.

## Persönlichkeiten

### Söhne und Töchter der Stadt
- Heinrich Bokemeyer (1679–1751), Musikwissenschaftler und Komponist, in Immensen geboren
- Karl Stackmann (1858–1943), MdHdA
- Paul Bode (1883–1977), Pädagoge und Hochschullehrer
- Franz Zobel (1889–1963), Stadtschulrat, Kulturdezernent und Heimatforscher
- Grete Sehlmeyer (1891–1967), Politikerin (FDP, Liberaler Bund)
- Otto Heineke (1893–1980), Naturschützer, Kunsthistoriker, Lehrer und Landwirt
- Wilhelm Hagemann (1899–1973), Schachspieler und -komponist
- Heinrich Schmidt (1902–1960), Politiker (NSDAP)
- Otto Kloppmann (1902–1988), SS-Hauptscharführer und als Kriminalsekretär Leiter der Politischen Abteilung in den Konzentrationslagern Majdanek und Dachau
- Kurt Hirschfeld (1902–1964), Intendant des Zürcher Schauspielhauses
- Bernhard Mühlhan (1905–1972), Politiker (FDP)
- Kurt Weiler (1921–2016), einer der wichtigsten Trickfilmregisseure der DDR
- Wilhelm Behre (1923–2007), Kirchenvorsteher der evangelisch-lutherischen Matthäus-Gemeinde (26 Jahre), Heimatforscher, Träger des Bundesverdienstkreuzes
- Rolf Baehre (1928–2005), Bauingenieur
- Heinrich Schmidt (1928–2022), Historiker, Hochschullehrer und Archivar
- Günther Schiwy (1932–2008), Schriftsteller und Verlagslektor
- Michael Stolze (* 1944), Politiker (SPD)
- Jochen Bölsche (* 1945), Journalist und Autor
- Hiltrud Hensen (* 1948), dritte Ehefrau von Gerhard Schröder und Schirmherrin verschiedener karitativer Organisationen
- Rolf Garske (1952–1996), Verleger und Organisator im Bereich des künstlerischen Tanzes
- Werner Freers (* 1954), General der Bundeswehr a. D. und früherer Chef des Stabes des Supreme Headquarters Allied Powers Europe (SHAPE)
- Bernd Holznagel (* 1957), Rechtswissenschaftler
- Achim Behrens (* 1967), lutherischer Theologe
- Carsten Hübner (* 1969), Politiker (PDS)
- Dirk Strauch (* 1972), Lyriker, Übersetzer und Verleger, der unter dem Pseudonym ZaunköniG auftritt
- Ingo Kantorek (1974–2019), Laienschauspieler
- Linda Heins (* 1978), Opernsängerin
- Lukas Rieger (* 1999), Sänger

### Persönlichkeiten, die mit der Stadt in Verbindung stehen
- Gustav Adolph Michaelis (1798–1848), Arzt und Geburtshelfer, starb in Lehrte
- Hermann Manske (1839–1918), errichtete die Portland-Cementfabrik Germania und stiftete das Lehrter Krankenhaus
- Friedrich Schulze-Langendorf (1886–1970), Politiker (NSDAP), starb in Lehrte
- Hugo Bamberger (1887–1949), Chemiker, Unternehmer und Firmengründer, bis zur „Arisierung“ Teilhaber der Chemischen Fabrik Lehrte (CFL)
- Alfred Schlemm (1894–1986), Offizier während des Ersten und Zweiten Weltkriegs, lebte in der Nachkriegszeit bis zu seinem Tode auf dem Schlemmschen Gut in Ahlten
- August Tünnermann (1896–1982), Politiker (KPD), 1946 Vizepräsident des ernannten Hannoverschen Landtages, starb in Lehrte
- Walter Jacobs (* 1906 in Braunschweig), Journalist und Schriftsteller, lebte in Lehrte
- Bogislaw von Bonin (1908–1980), Offizier und Publizist, starb in Lehrte
- Fritz Linde (1917–1967), Politiker (FDP) und Mitglied des Niedersächsischen Landtages, starb in Lehrte
- Helmut Schmezko (1939–2013), Politiker (SPD), Ehrenbürgermeister von Lehrte
- Reinhard Mey (* 1942), Musiker, gehört zu den ehemaligen Bewohnern Ahltens[30]
- Axel Saipa (* 1943), Stadtdirektor von 1980 bis 1992
- Gerhard Schröder (* 1944), Politiker (SPD), ehem. Ministerpräsident von Niedersachsen und ehem. Bundeskanzler, lebte während seiner Ehe mit Hiltrud Hensen von 1984 bis 1997 in Immensen. Die Ehe wurde in Lehrte geschlossen und dort geschieden
- Joachim Lehrmann (* 1949), Ingenieur, Genealoge, Heimatforscher und Autor für Regionalgeschichte, lebt in der Ortschaft Hämelerwald
- Werner Lampe (* 1952), Gewinner nationaler und internationaler Schwimmwettbewerbe und Olympiateilnehmer, lebt in Arpke
- Ursula von der Leyen (* 1958), Politikerin (CDU), ab 1. November 2019 Präsidentin der Europäischen Kommission, besuchte das Gymnasium Lehrte
- Ronald M. Schernikau (1960–1991), Schriftsteller, wuchs in Lehrte auf, besuchte das Gymnasium Lehrte
- Hans-Joachim Deneke-Jöhrens (* 1961), Politiker (CDU), Mitglied des Niedersächsischen Landtages und des Stadtrates in Lehrte
- Heike Koehler (* 1967), Politikerin (CDU), Mitglied des Niedersächsischen Landtages und des Stadtrates in Lehrte
- Hubertus Heil (* 1972), Politiker (SPD), seit dem 14. März 2018 Bundesminister für Arbeit und Soziales, wuchs in der Lehrter Ortschaft Hämelerwald auf
- Tatjana Steinhauer (* 1991), Wasserball-Nationalspielerin und EM-Teilnehmerin, wuchs in Lehrte auf